# Snowornis subalaris
Snowornis subalaris е вид птица от семейство Cotingidae. Видът е почти застрашен от изчезване.

## Разпространение
Видът е разпространен в Еквадор, Колумбия и Перу.